# إبراهيم الرفاعي (خطاط)
إبراهيم الرفاعي (1904 - 1983) خطاط سوري من مواليد مدينة حلب.

## حياته
دَرَسَ مبادئ الخط العربي على يد محمد بدوي الديراني في مدينة دمشق، ثم درّس الخط في مدارس ومعاهد حلب، له كتابات تناول فيها أصول الخط العربي ومبادئه، في السبعينيات عمل أستاذًا في الفنون التطبيقية، كما كان خبيرًا فنيًا لدى المحاكم، وخط العديد من الجوامع في حلب منها جامع عمر بن عبد العزيز.